# San Cristo
San Cristo es una localidad peruana, capital del distrito de Cristo Nos Valga, perteneciente a la provincia de Sechura del departamento de Piura, al norte del Perú.

## Demografía
En el 2017 San Cristo tenía una población de 1872 habitantes, según el INEI.
| Gráfica de evolución demográfica de San Cristo entre 1993 y 2017 |
|                                                                  |
| Fuentes: Población 1993 y 2017                                   |